# Kristian Lundin
Kristian Carl Marcus Lundin (Järfälla, 7 maggio 1973) è un compositore, produttore discografico e cantautore svedese.

## Biografia
Nel 1996 Kristian collaborò alla produzione del brano Quit Playing Games (with My Heart), con Max Martin per il gruppo statunitense Backstreet Boys. Mentre nel 1997 Kristian seguì Martin anche nella scrittura e nella composizione, oltre alla produzione del brano degli NSYNC, Tearin 'Up My Heart.
Dopo la morte del produttore svedese Denniz PoP, Kristian Lundin continuò a lavorare con altri membri del team Cheiron, tra cui Max Martin, Andreas Carlsson e Jake Schulze. Insieme scrissero e produssero brani di successo come Bye Bye Bye per NSYNC, Born to Make You Happy per Britney Spears, That's the Way It Is e I'm Alive per Céline Dion.

## Artisti con cui ha collaborato
- Backstreet Boys
- Britney Spears
- Céline Dion
- NSYNC
- One Direction
- Westlife